# VG EcoCoaster
Der VG EcoCoaster (auch EcoCoaster 4800) ist ein Küstenmotorschiffstyp. Der Antriebsmotor kann mit Marinedieselöl oder Biodiesel betrieben werden.

## Geschichte
Der Schiffsentwurf wurde von den finnischen Unternehmen Meriaura Group, Foreship und Aker Arctic Technology entwickelt. Gebaut wurden die Schiffe von Royal Bodewes. Der Bauvertrag für zwei Einheiten wurde im Januar 2015 geschlossen. Die Kaskos wurden von einer polnischen Werft in Stettin gebaut und zur Ausrüstung zur Bodewes-Werft in Papenburg geschleppt.
Die Schiffe werden von der Meriaura Group eingesetzt. Bereedert werden sie von dem zur Meriaura Group gehörenden Unternehmen VG-Shipping.

## Beschreibung
Der Antrieb der Schiffe erfolgt durch einen Viertakt-Achtzylinder-Dieselmotor des Herstellers Anglo Belgian Corporation (Typ: 8DZC) mit 1.650 kW Leistung. Der Motor wirkt über ein Untersetzungsgetriebe auf einen Verstellpropeller. Die Schiffe erreichen rund 11,5 kn. Der Motor ist für den Betrieb mit Marinedieselöl oder Biodiesel ausgelegt und kann auch eine Mischung aus beiden verbrennen. Der Biodiesel für den Betrieb der Schiffe wird in erster Linie aus Speiseölresten hergestellt. Für die Eisfahrt wird der Antrieb durch einen elektrischen Nebenantrieb verstärkt. Die Antriebsleistung erhöht sich dadurch auf 2.484 kW. Der Elektroantrieb kann bei Ausfall der Hauptmaschine auch als Notantrieb genutzt werden. Die Schiffe sind für die Abgasnachbehandlung mit einem Katalysator ausgerüstet.
Für die Stromerzeugung stehen ein Wellengenerator mit 736 kW Leistung (Scheinleistung: 920 kVA) und zwei Dieselgeneratoren mit jeweils 680 kW Leistung (Scheinleistung: 760 kVA) zur Verfügung. Für den Not- und Hafenbetrieb wurde ein Dieselgenerator mit 127 kW Leistung (Scheinleistung: 159 kVA) verbaut.
Das Deckshaus befindet sich im hinteren Bereich der Schiffe. Es bietet Platz für zehn Besatzungsmitglieder. Vor dem Deckshaus befindet sich der Laderaum. Er ist 64,80 Meter lang und 11,20 Meter breit sowie 8,65 Meter hoch. Die Kapazität beträgt 6.034 m³. Der Laderaum wird mit zehn Stapellukendeckeln verschlossen, die mithilfe eines Lukenwagens bewegt werden. Der Raum kann mit zwei Schotten unterteilt werden, die auch als Zwischendeck genutzt werden können. Die Tankdecke kann mit 15 t/m², die Lukendeckel mit 2 t/m² belastet werden. Die Schiffe sind für den Transport von Containern vorbereitet. An Deck können 68 TEU geladen werden.
Die Schiffe sind mit einem Bugstrahlruder mit 500 kW Leistung ausgestattet. Der Rumpf der Schiffe ist eisverstärkt (Eisklasse 1A).

## Schiffe
| VG EcoCoaster | VG EcoCoaster | VG EcoCoaster | VG EcoCoaster                                   |
| Bauname       | Baunummer     | IMO-Nummer    | Kiellegung Stapellauf Ablieferung               |
| ------------- | ------------- | ------------- | ----------------------------------------------- |
| Eeva VG       | 742           | 9769104       | 1. Juni 2015 5. Februar 2016 30. September 2016 |
| Mirva VG      | 743           | 9769116       | 1. Juni 2015 11. März 2016 29. November 2016    |

Die Schiffe werden unter der Flagge Finnlands mit Heimathafen Turku betrieben.